# Václav Hudeček (divadelní režisér)
Václav Hudeček (21. února 1929 Praha – 3. prosince 1991 Praha) byl český divadelní režisér.
Od roku 1952 studoval režii na Divadelní fakultě Akademie múzických umění v Praze, absolvoval v roce 1956 v ročníku vedeném profesorem Františkem Salzerem . Již v posledním ročníku režíroval ve školním divadle DISK hru W. Shakespeara Dva šlechtici veronští . V roce 1954 pak spolupracoval s Alfrédem Radokem na uvedení hry Karla Čapka Loupežník v Národním divadle v Praze. V době studia, v letech 1952 až 1955 vystupoval v Národním divadle v menších rolích zvláště ve hrách režírovaných Františkem Salzerem a Alfrédem Radokem.
V letech 1956–1958 byl angažován jako režisér v Hořovicích, v období 1958–1959 v Karlových Varech, 1959–1960 v Českých Budějovicích, kde byl i šéfem činohry. V letech 1960–1968 v Městských divadlech pražských, v letech 1968–1970 ve Vinohradském divadle . Od roku 1970 do roku 1991 byl členem činohry a režisérem Národního divadla. Současně se stálým angažmá hostoval i v dalších divadlech (např. Divadlo Na zábradlí v letech 1963–1969) a v divadlech v zahraničí (Rakousko, Německo, Švýcarsko).
Byl autorem mnoha textových a hudebních úprav režírovaných her (např. Zkrocení zlé ženy, Periferie, Fidlovačka aneb Žádný hněv a žádná rvačka, Hrátky s čertem, Faust, Hadrián z Římsů, Miliónový Marco, aj.). Kromě divadla spolupracoval často i s televizí.

## Vybrané divadelní režie
- 1960 Miroslav Krleža: Páni Glembayové, Komorní divadlo
- 1960 Jaroslav Dietl: Čtyři z velkoměsta, Divadlo komedie
- 1961 Maxim Gorkij: Měšťáci, Komorní divadlo
- 1961 J. B. Priestley: Nebezpečná křižovatka, Komorní divadlo (150 repríz)
- 1962 A. V. Suchovo–Kobylin: Proces, Komorní divadlo
- 1963 P. A. Bréal: Velikánské uši, Divadlo komedie
- 1964 Samuel Beckett: Čekání na Godota, Divadlo Na zábradlí
- 1964 F. D. Gilroy: Kdo zachrání kovboje?, Komorní divadlo
- 1965 Friedrich Dürrenmatt: Romulus Veliký, Komorní divadlo
- 1966 Roger Vitrac: Viktor aneb Dítka u moci, Komorní divadlo
- 1967 Luigi Pirandello: Jindřich IV, Vinohradské divadlo (pohostinská režie)
- 1968 Molière: Óda na krále aneb Misantrop, Komorní divadlo
- 1968 Georg Büchner: Dantonova smrt, Vinohradské divadlo (spolurežie s J. Bílým)
- 1969 Georges Feydeau: Brouk v hlavě, Vinohradské divadlo
- 1969 Jean Anouilh: Tomáš Becket, Tylovo divadlo
- 1970 Václav Štech: Třetí zvonění, Tylovo divadlo
- 1972 Václav Kliment Klicpera: Hadrián z Římsů, Národní divadlo
- 1972 Alexandr Nikolajevič Ostrovskij: Bouře, Tylovo divadlo
- 1972 William Shakespeare: Othello, Tylovo divadlo
- 1973 William Shakespeare: Zkrocení zlé ženy, Tylovo divadlo
- 1975 Nikolaj Vasiljevič Gogol, V. Hudeček, J. Lexa: Mrtvé duše, Národní divadlo
- 1975 Miloslav Stehlík: Mordová rokle, Tylovo divadlo
- 1976 František Langer: Periferie, Tylovo divadlo
- 1978 Henrik Ibsen: Nápadníci trůnu, Smetanovo divadlo
- 1981 Johann Wolfgang von Goethe: Faust, Tylovo divadlo
- 1982 Nikolaj Fjodorovič Pogodin: Aristokrati, Tylovo divadlo
- 1982 Jan Drda: Hrátky s čertem, Tylovo divadlo
- 1983 J. K. Tyl: Strakonický dudák aneb Hody divých žen, ND - Nová scéna
- 1984 Bertolt Brecht: Život Galileiho, Národní divadlo
- 1985 Karel Čapek: Věc Makropulos, ND – Nová scéna
- 1987 Oldřich Daněk: Vy jste Jan, ND - Nová scéna
- 1988 Eugene O'Neill: Miliónový Marco, Národní divadlo
- 1989 Friedrich Dürrenmatt: Herkules a Augiášův chlév, ND – Nová scéna

## Vybrané divadelní role
- 1952 J. K. Tyl: Tvrdohlavá žena a zamilovaný školní mládenec, Tylovo divadlo, Běhounek, režie Jaroslav Průcha
- 1954 Oscar Wilde: Ideální manžel, Admirál, Tylovo divadlo, režie Otomar Krejča
- 1954 William Shakespeare: Benátský kupec, Leonardo, Tylovo divadlo, režie František Salzer
- 1954 Karel Čapek: Loupežník, Franta, Kaprál, Tylovo divadlo, režie Alfréd Radok
- 1954 V. V. Ivanov: Obrněný vlak 14-69, 1. dělostřelec, Mladý rybář, Národní divadlo, režie František Salzer
- 1955 Hedda Zinnerová: Ďábelský kruh, Sanders, Hansjörg, Tylovo divadlo, režie Alfréd Radok